# Christine Jones Forman
Christine Jones Forman és una astrofísica al Harvard-Smithsonian Center for Astrophysics. Va ser presidenta de l'American Astronomical Society i directora del consorci de la Institució Smithsonian per Desbloquejar els Misteris de l'Univers.

## Educació i carrera
A l'escola secundària, va assistir al programa de matemàtiques per a estudiants dotats dictat per Arnold Ross. Va acabar la seua educació a West Carrollton (Ohio) abans de traslladar-se a Cambridge (Massachusetts), on va obtenir el seu títol d'astrofísica per la Universitat Harvard. Mentres estudiava va ser becària postdoctoral al Centre d'Astrofísica de Harvard.
Des de 1973 treballa a l'Observatori Astrofísic Smithsonian. De 1990 a 2010, va exercir com a cap del Grup de Calibratge Chandra. En 2010, va ser nomenada directora del Consorci per Desbloquejar els Misteris de l'Univers i es va convertir en un dels quatre directors del Consorci de la Smithsonian Institution pels Quatre Grans Desafiaments del Pla Estratègic.

## Premis i reconeixements
El 1985, Christine i el seu marit William R. Forman van ser els primers a rebre el Premi Bruno Rossi, un premi atorgat anualment per l'American Astronomical Society "per una contribució significativa a l'astrofísica d'Altes Energies, amb especial èmfasi en el treball original recent". Van rebre una recompensa de 500 dòlars i un certificat "pel treball pioner en l'estudi de l'emissió de raigs X de les galàxies de tipus precoç".
En 2013, es va convertir en la catorzena receptora del Premi a la Conferència de Recerca Distingida del Secretari de la Smithsonian Institution.

## Vida personal
Està casada amb l'astrofísic William R. Forman. Junts tenen tres fills: Julia, Daniel i Miranda.